# Srlín
Srlín je vesnice, část městyse Bernartice v okrese Písek v Jihočeském kraji. Nachází se asi pět kilometrů východně od Bernartic. Srlín je také název katastrálního území o rozloze 3,89 km².

## Název
Název vesnice mohl být, vzhledem k existenci tvaru Crlín, odvozen ze sloves cvrlikati nebo cvrliti. V historických pramenech se název objevuje ve tvarech: de Zyrlin (1218), de Srilin (1219), Srlyn (1398), „w CCzrlinie“ (1477), Srlin (1577), v Srlíně (1578), Srlyn (1654) a Srlin (1842). Používaly se také lidové tvary Serlín nebo Srdlín.

## Historie
První písemná zmínka o vesnici pochází z roku 1218.

## Obyvatelstvo
| Rok            | 1869 | 1880 | 1890 | 1900 | 1910 | 1921 | 1930 | 1950 | 1961 | 1970 | 1980 | 1991 | 2001 | 2011 | 2021 |
| -------------- | ---- | ---- | ---- | ---- | ---- | ---- | ---- | ---- | ---- | ---- | ---- | ---- | ---- | ---- | ---- |
| Počet obyvatel | 437  | 428  | 438  | 415  | 374  | 352  | 300  | 209  | 182  | 128  | 102  | 69   | 70   | 80   | 107  |
| Počet domů     | 66   | 69   | 71   | 70   | 66   | 66   | 67   | 58   | 53   | 46   | 39   | 30   | 71   | 74   | 77   |

## Obecní správa
Při sčítání lidu v letech 1850–1960 Srlín byl samostatnou obcí v okrese Milevsko. V letech 1961–1987 byl částí obce Zběšičky v okrese Písek. Od 1. ledna 1988 je částí městyse Bernartice v okrese Písek. Poté se Zběšičky opět osamostatnily, ale Srlín již zůstal součástí Bernartic.

## Pamětihodnosti
- Uprostřed vesnice stojí kaple svatého Václava, datovaná do druhé poloviny 19. století.[9]
- Památkově chráněná kaple u zámku je zasvěcená svatému Janu Nepomuckému. Je z 18. století.[9]
- Těsně vedle této kaple roste památný strom.
- Na severním okraji vsi u domu čp. 58 stojí památkově chráněná boží muka z roku 1753. Nese jméno Krista bičovaného. Na kamenném soklu je dřevěná vitrínka, v které se nachází soška Krista Trpitele. Na podstavci je nápis: „TATO STATUA GEST WISTAWENA NÁKLADEM JANA TEBICHA A. 1753“.[10]
- Poblíž cesty do Zběšiček je umístěn kříž na kamenném podstavci s letopočtem 1869.

## Galerie

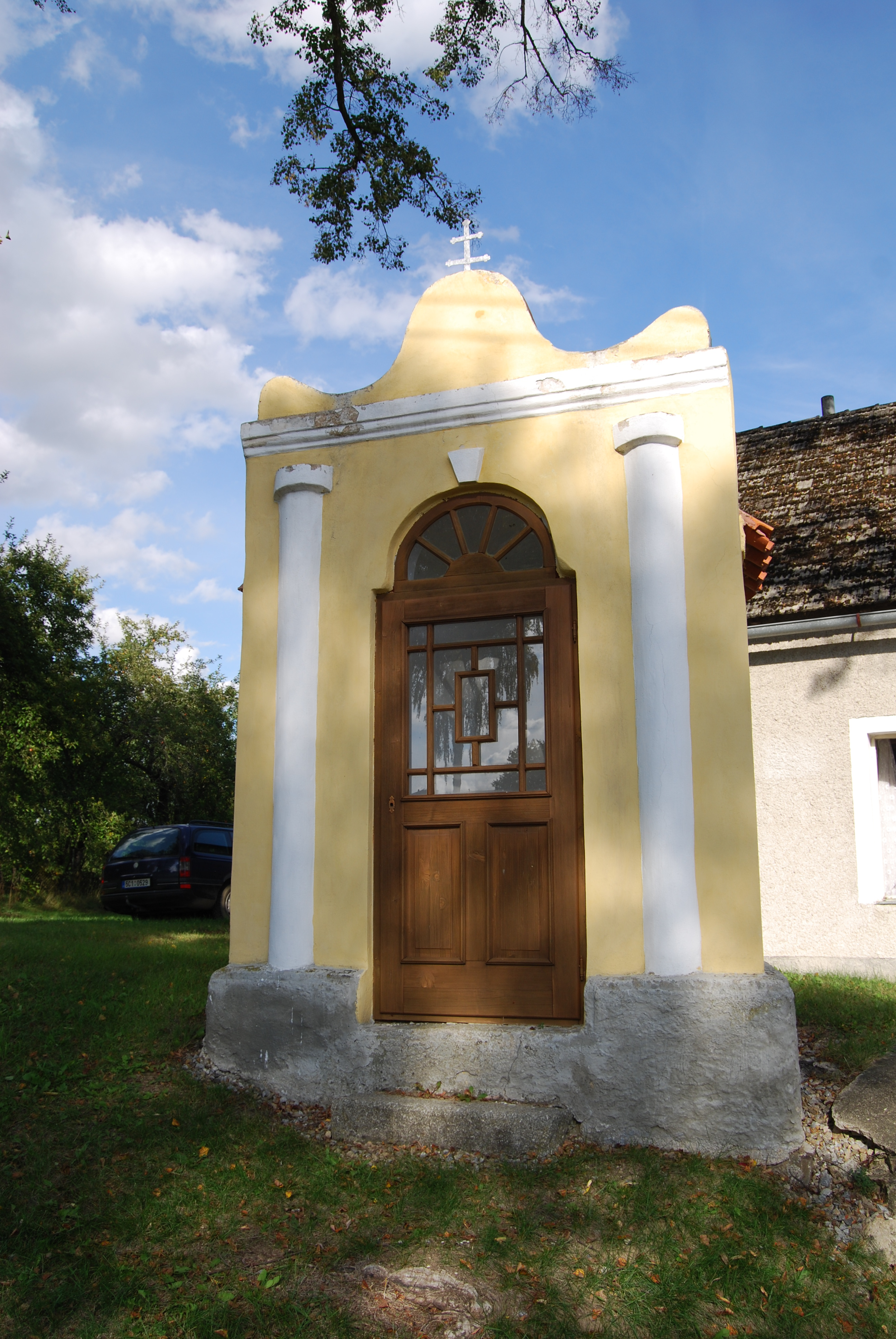
Kaple svatého Jana Nepomuckého
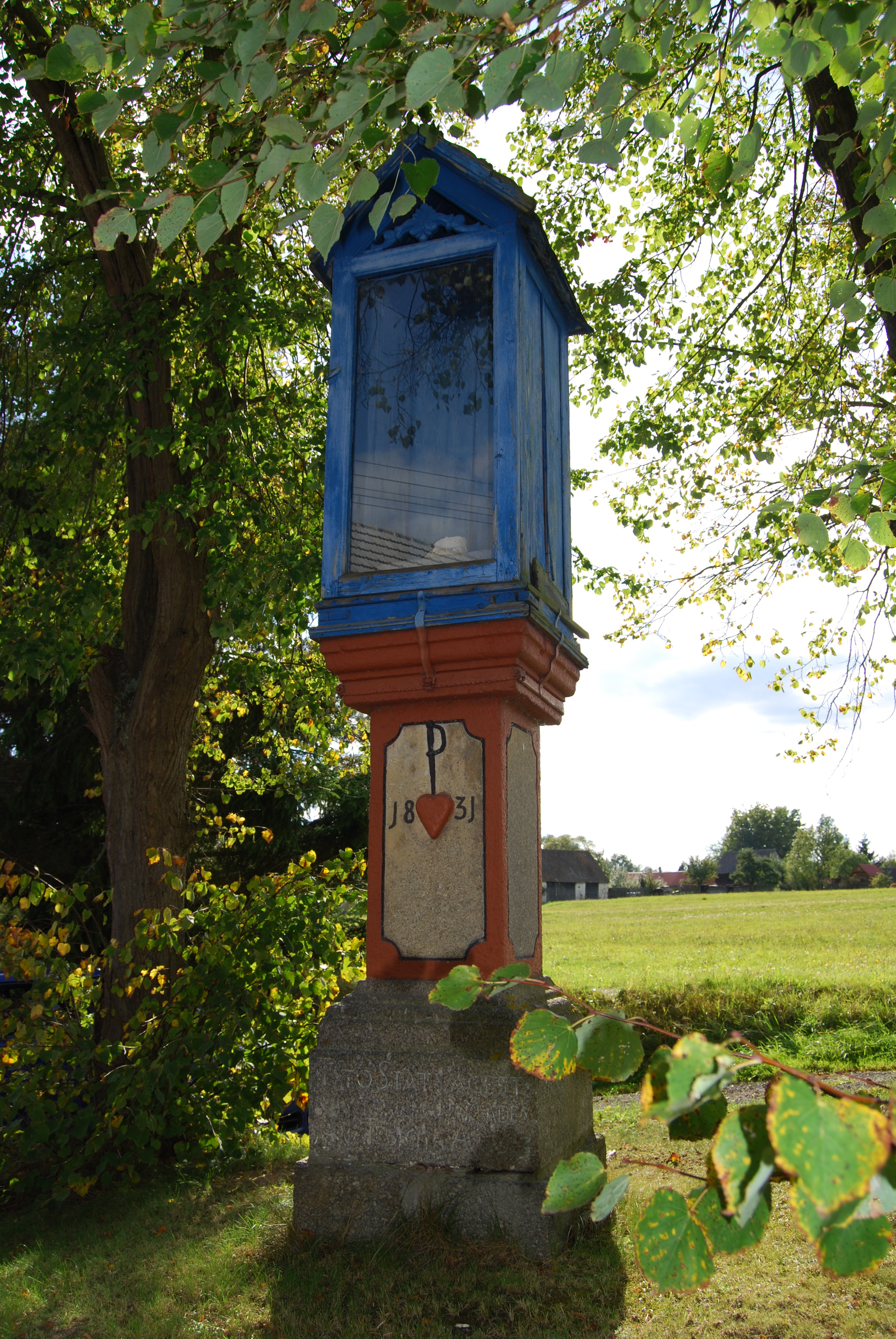
Boží muka Krista Trpitele
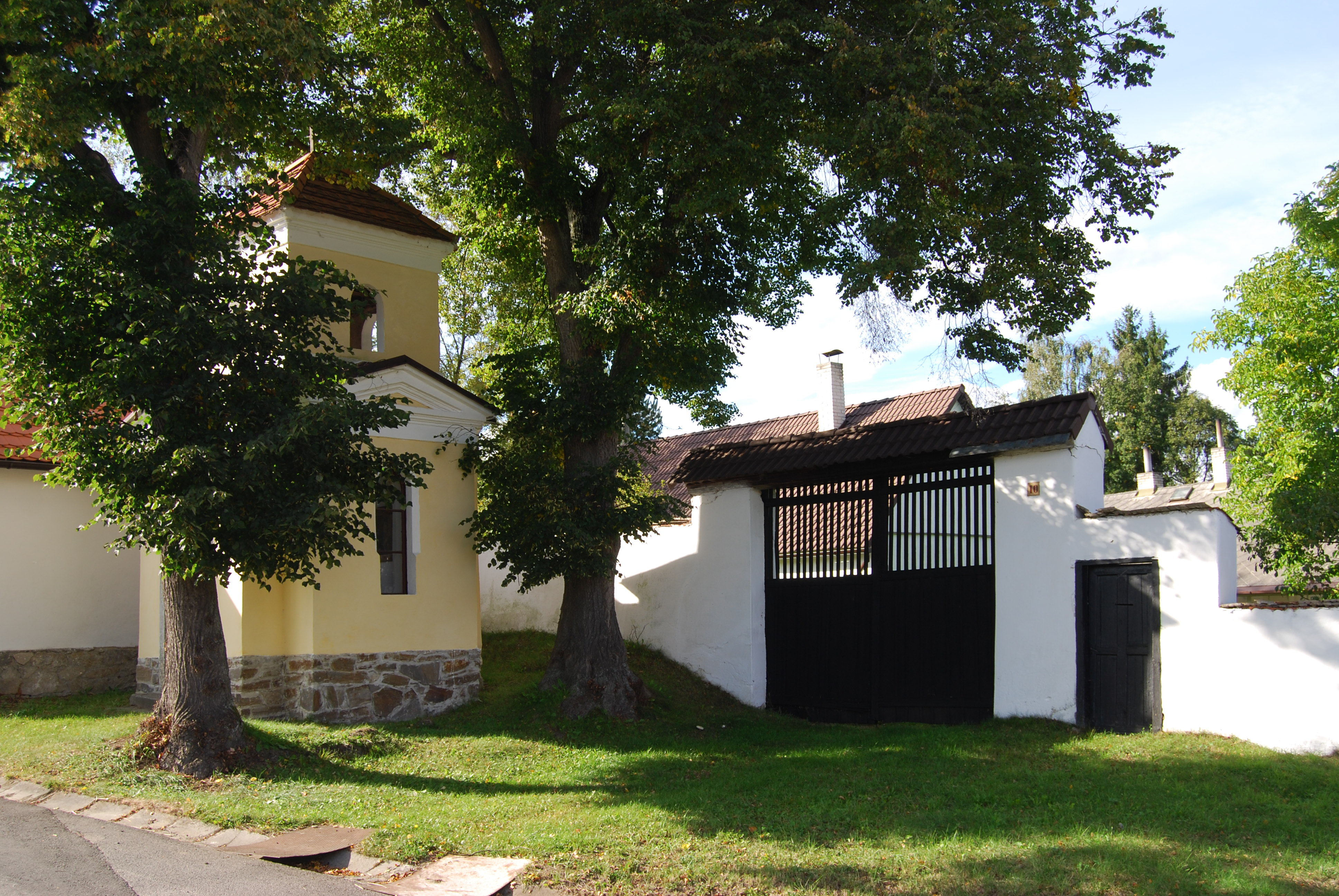
Kaple svatého Václava
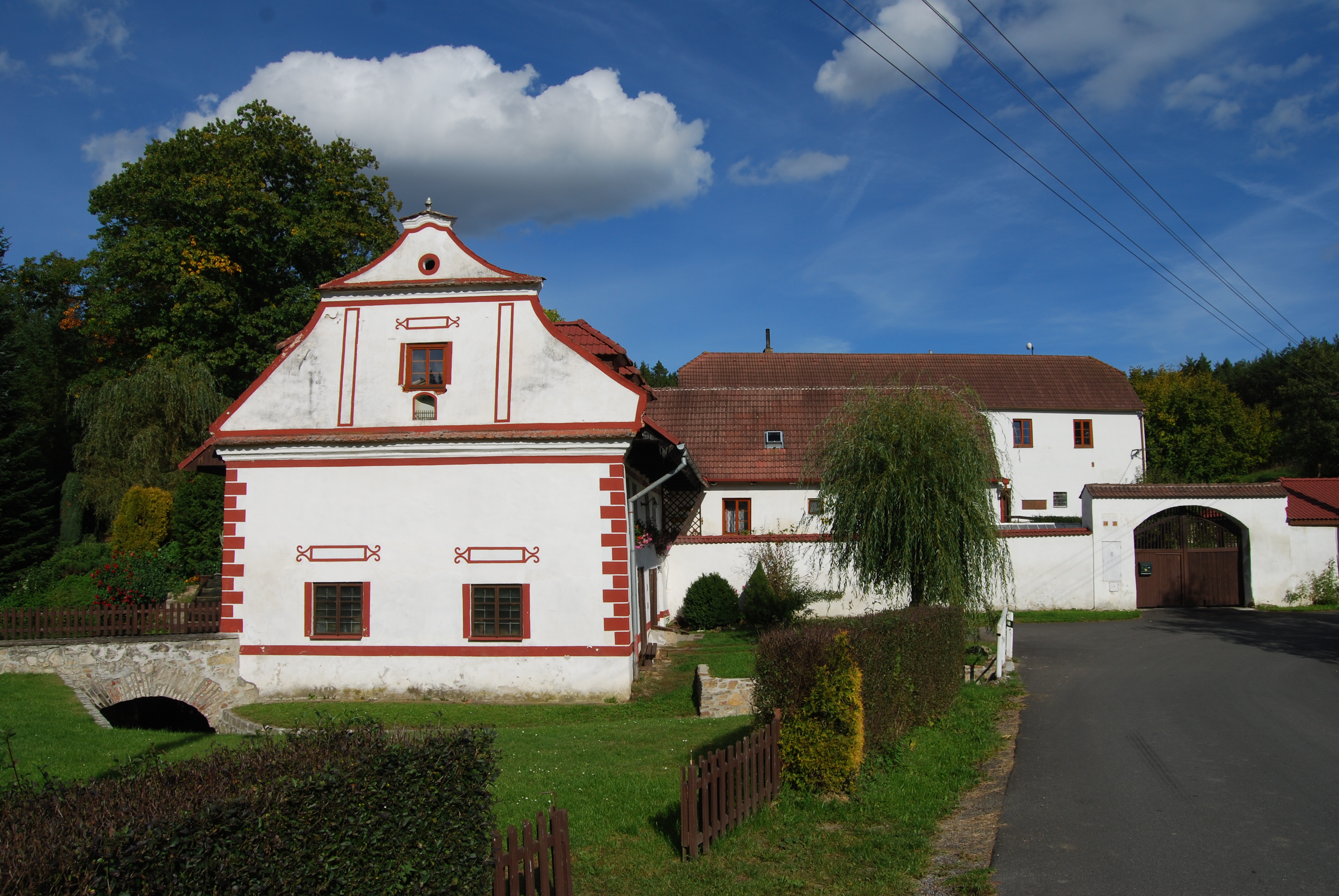
Usedlost u mostu
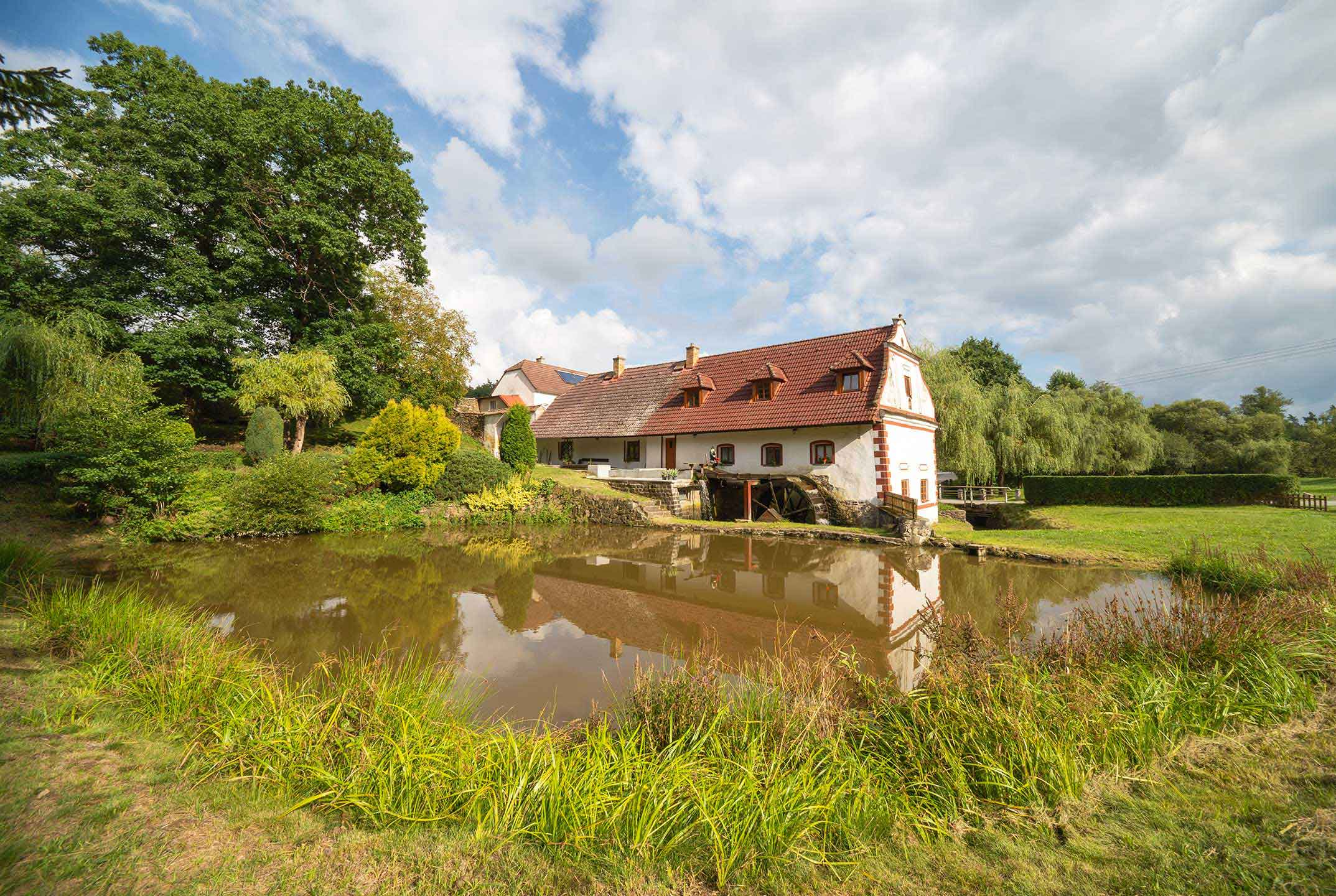
Srlínský mlýn